# Adacom Fachverband für Amateur-Datenfunk
Der Adacom Fachverband für Amateur-Datenfunk ist eine Amateurfunkorganisation in Deutschland.
Der eingetragene Verein wurde im September 1990 in Karlsruhe als Fachverband für Amateurfunk-Datenkommunikation gegründet. Er ist überregional tätig, veranstaltet Tagungen und vertreibt Publikationen. Auf nationaler Ebene nimmt er teil am Runden Tisch Amateurfunk und betrieb mit dem Deutschen Amateur-Radio-Club ein Amateurfunk-Wiki. Eine regelmäßig ausgerichtete Veranstaltung des Adacom ist die Internationale Packet-Radio-Tagung, welche jährlich im April in der TU Darmstadt stattfindet.